# Ó, ne hagyj magamra, Jézus
Ó, ne hagyj magamra, Jézus, címváltozata Ó, ne menj el tőlem, Jézus (eredeti angol címe Pass Me Not, O Gentle Saviour) keresztény egyházi ének, amelynek szövegét Fanny Crosby, zenéjét William Howard Doane szerezte.

## Története
Ez volt az egyik első dal, amelyet Crosby és Doane közösen írtak. Crosby önéletrajza szerint a dal 1868-ban íródott, és ötletét Doane adta, akivel 1867-ben ismerkedtek meg. Kathleen Blanchard Stories of Wonderful Hymns című, 1947-ben megjelent könyve alapján elterjedt az a történet, hogy Crosbynak a manthattani börtönben 1868 tavaszán tett látogatása adta az ihletet, melynek során egy rab így kiáltott fel: „Istenem, ne hagyj magamra!”. Azonban Fanny Crosby egyik önéletrajzában sem szerepel ez az esemény, és nem lelhető fel a korabeli könyvekben és újságokban sem. A dal első ízben 1870-ben jelent meg New Yorkban a Doane által kiadott Songs of Devotion for Christian Associations című gyűjteményben. A dal lapján Crosbyt nem tüntették fel szerzőként, de a tárgymutatóban igen. A dal szerepelt Ira D. Sankey és Dwight L. Moody londoni evangelizációs előadókörútjain; ez volt Crosby első dala, amely nemzetközileg ismertté vált.
Több protestáns (metodista, baptista, mennonita, református) felekezet énekeskönyvébe került be, többek között német, kreol és koreai nyelven. Magyarul már 1905-ben megjelent A hit hangjai című gyűjteményben a német Glaubensstimme énekeskönyv alapján; fordítója ismeretlen. Ebben Óh, ne menj előlem, Jézus címen szerepelt. A 2004-es kiadású magyar metodista énekeskönyvben szereplő változat egy versszakkal többet tartalmaz az angol eredetihez képest, ez azonban nem illeszkedik az eredeti vers mondanivalójához.
A dal többek között Bob Dylan, Sinéad O’Connor, Lyle Lovett műsorán is szerepelt.

## Leírása
A dalszöveg egy megváltást kereső személy segélykiáltása Jézushoz, amely felidézi a Lukács evangéliuma 18. részében (Jézus, Dávidnak Fia, könyörülj rajtam!) valamint a Márk evangéliuma 9. részében (Hiszek Uram! Légy segítségül az én hitetlenségemnek.) leírt történeteket. Megjelenik benne a reformáció egyik fontos alapelve, az „egyedül kegyelemből.” Egyes kritikusok szerint a dalszöveg teológiai tévedést tartalmaz, mert benne rejlik az a feltételezés, hogy Jézus Krisztus bárkit is elhagyna.
Eredeti hangneme Asz-dúr, de gyakran G-dúr átiratát közlik.